# Garrett Nevels
Garrett Keith Nevels (ur. 26 listopada 1992 w Los Angeles) – amerykański koszykarz, występujący na pozycji rzucającego obrońcy, obecnie zawodnik Trefla Sopot.
13 lipca 2020 dołączył do Śląska Wrocław. 11 października 2022 został zawodnikiem Trefla Sopot.

## Osiągnięcia
Stan na 20 lutego 2023, na podstawie, o ile nie zaznaczono inaczej.
Drużynowe
- Mistrz IV ligi hiszpańskiej (EBA – 2016)
- Wicemistrz Serbii (2022)
- Zdobywca Pucharu Polski (2023)[5]
- Uczestnik rozgrywek Eurocup (2017/2018)

Indywidualne
- MVP Pucharu Polski (2023)[6]
- Zaliczony do I składu kolejki EBL (5 – 2020/2021, 7 – 2022/2023)[7][8]